# Harura
Harura fou una vila i comarca de la rodalia de Kufa. Fins al segle VII va estar a la vora del riu Eufrates o un canal, però després el curs va canviar i en va quedar una mica lluny.
La ciutat és famosa perquè en aquest lloc els partidaris d'Alí ibn Abi Tàlib oposats a l'arbitratge ofert per Muàwiya I a Siffin, es van reunir per primer cop i van originar els kharigites. Un grup dels que van prendre part a la reunió però després van retornar més o menys a la fidelitat a Alí, foren anomenats els haruriyya.
A la rodalia de la ciutat van tenir lloc dues batalles:
- La batalla del 686 en la que l'aventurer xiïta al-Mukhtar ben Abi Ubayd fou derrotat per Mússab ibn az-Zubayr, germà del califa Abd-Al·lah ibn az-Zubayr amb l'ajut dels habitants de Kufa desterrats per al-Mukhtar.
- La batalla del 7 de desembre del 927 on el sajida Yússuf ibn Abi-s-Saj, al servei del califa al-Múqtadir, va derrotar el sobirà càrmata de Bahrayn Abu-Tàhir Sulayman al-Jannabí.